# Bulgan (Khovd)
Pour les articles homonymes, voir Bulgan.
Bulgan (mongol cyrillique : Булган сум, Bulgan sum) est un sum de l'aïmag (province) de Khovd dans l’ouest de la Mongolie.